# 圣加仑足球俱乐部
聖加倫足球會（Fussballclub St. Gallen 1879）是位於瑞士同名的瑞士行政區劃聖加侖州首府圣加仑的足球會，成立於1879年，是境內最歷史悠久的足球會，在超過130年的歷史中只曾贏得兩次頂級聯賽錦標。聖加侖在2008年遷入市西新建的AFG体育场（AFG Arena），2016年7月，AFG体育场改名為康步公園（Kybunpark），現時在瑞士足球超级联赛參賽。

## 榮譽
- 瑞士頂級聯賽
  - 冠軍：1903/04年、1999/00年；
- 瑞士盃
  - 冠軍：1969年；
  - 亞軍：1945年、1977年、1998年；
- 瑞士挑戰聯賽
  - 冠軍：2008/09年；

## 著名球員
- 特蘭基洛·巴尼達（Tranquillo Barnetta）
- 哈根·耶堅（Hakan Yakin）
- 威廉·基奧保斯（Willem Geubbels）

## 外部連結
- （德文） 官方網站 （页面存档备份，存于）